# ウォルター・ハント
ウォルター・ハント（Walter Hunt、1796年7月29日 - 1859年6月8日）は、アメリカ合衆国の機械工。生涯、ニューヨーク州近辺で過ごした。多数の発明を残したことで知られている。

## 業績
彼の業績は例えば、ミシン（1833年）、安全ピン（1849年）、ウィンチェスターライフルの先駆けとなる連射可能な銃、アマ用紡織機、ナイフとぎ器、路面電車用ベル、硬石炭を燃料とするストーブ、人造石、街路清掃用機械、ベロシペード、砕氷用機械などである。
ハントは、それらを発明した時、その重要性を分かっていなかった。その発明品の多くは今日も広く商品として売られている。例えば、安全ピンを大したものとは考えず、その特許を400ドル（2008年の価値に換算するとだいたい1万ドル）で W R Grace and Co. という会社に売却した。これは、借金15ドルを返すためだった。ミシンについては特許取得に失敗した。これは、お針子が大勢失業するのではないかと心配して、特許申請が遅れたためである。後に独自にミシンを発明したエリアス・ハウとの間で、裁判となった。
以下に、ハントの主な発明をその特許に付属していた図と共に列挙する。

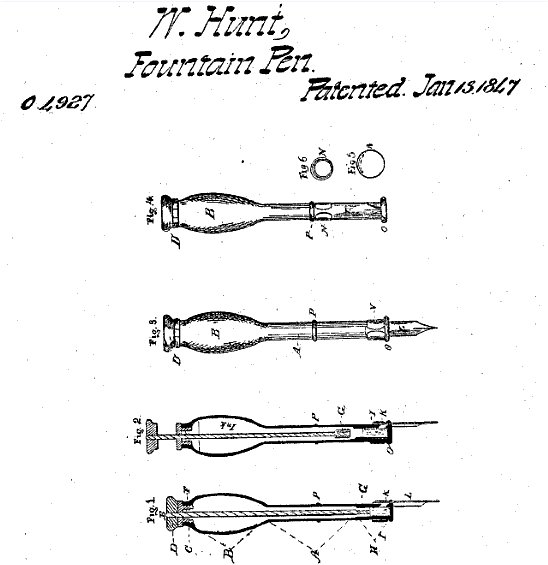
万年筆 Patent 4927
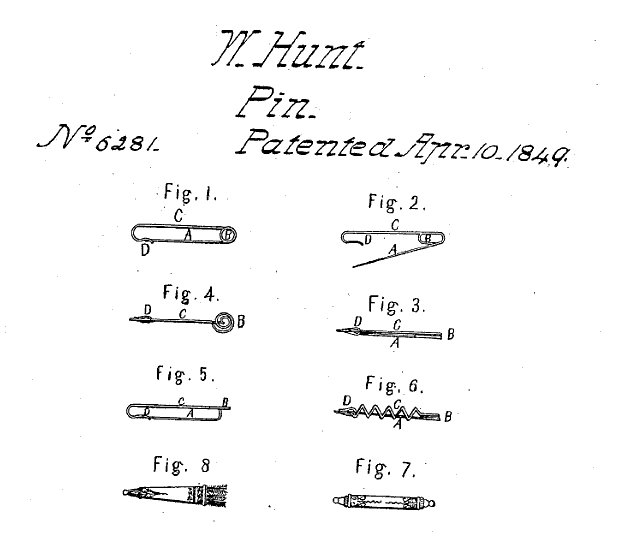
安全ピン Patent 6281
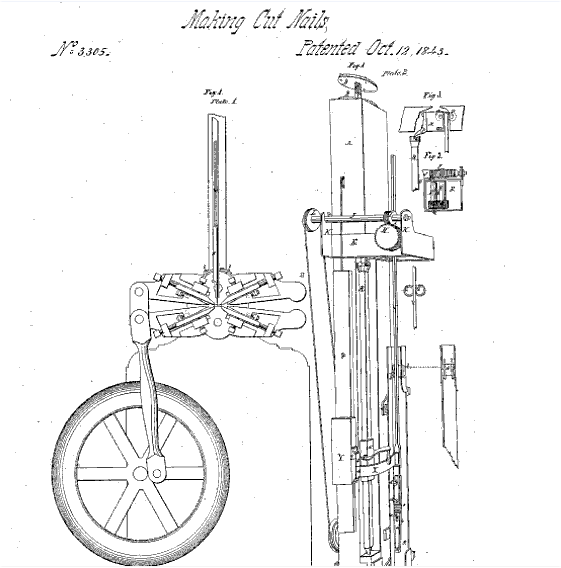
自動製釘機 Patent 3305
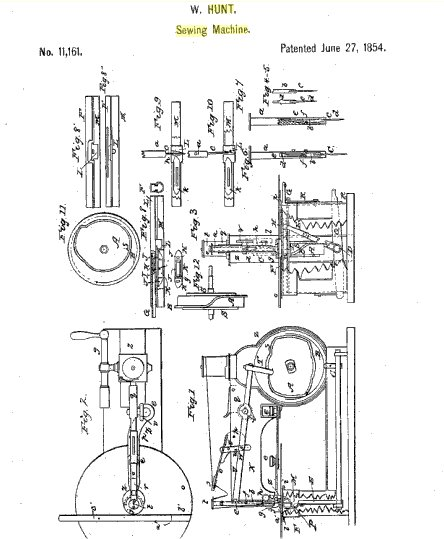
ミシン Patent 11,161
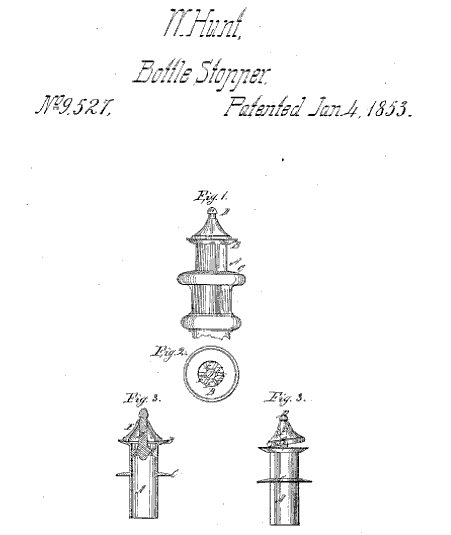
回転栓ストッパー Patent 9,527
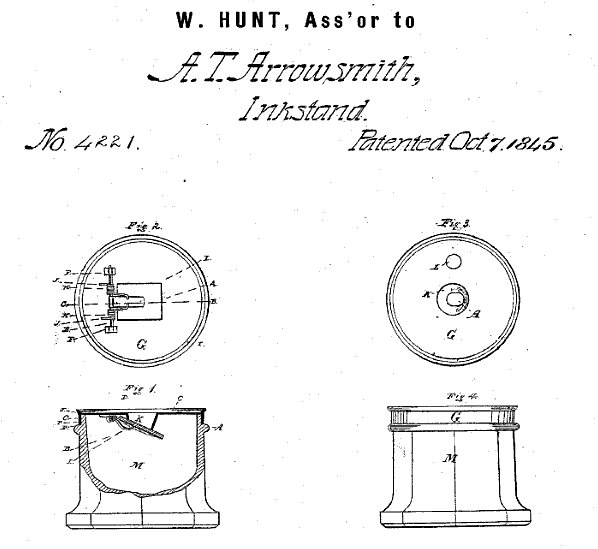
インクスタンド Patent 4221
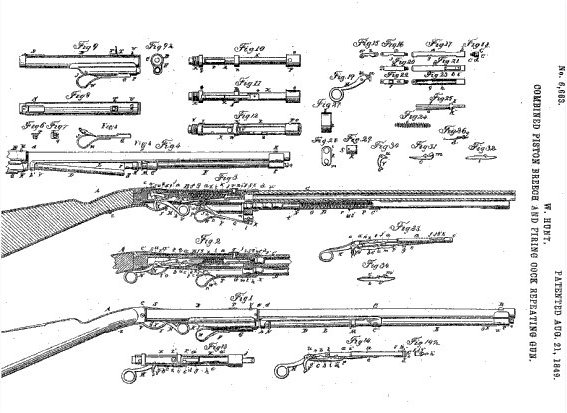
連射式銃 Patent 6663
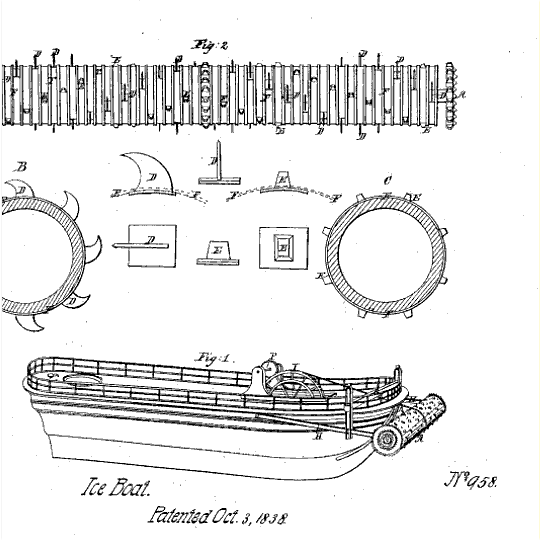
砕氷ボート Patent 958